# Sydney Gazette

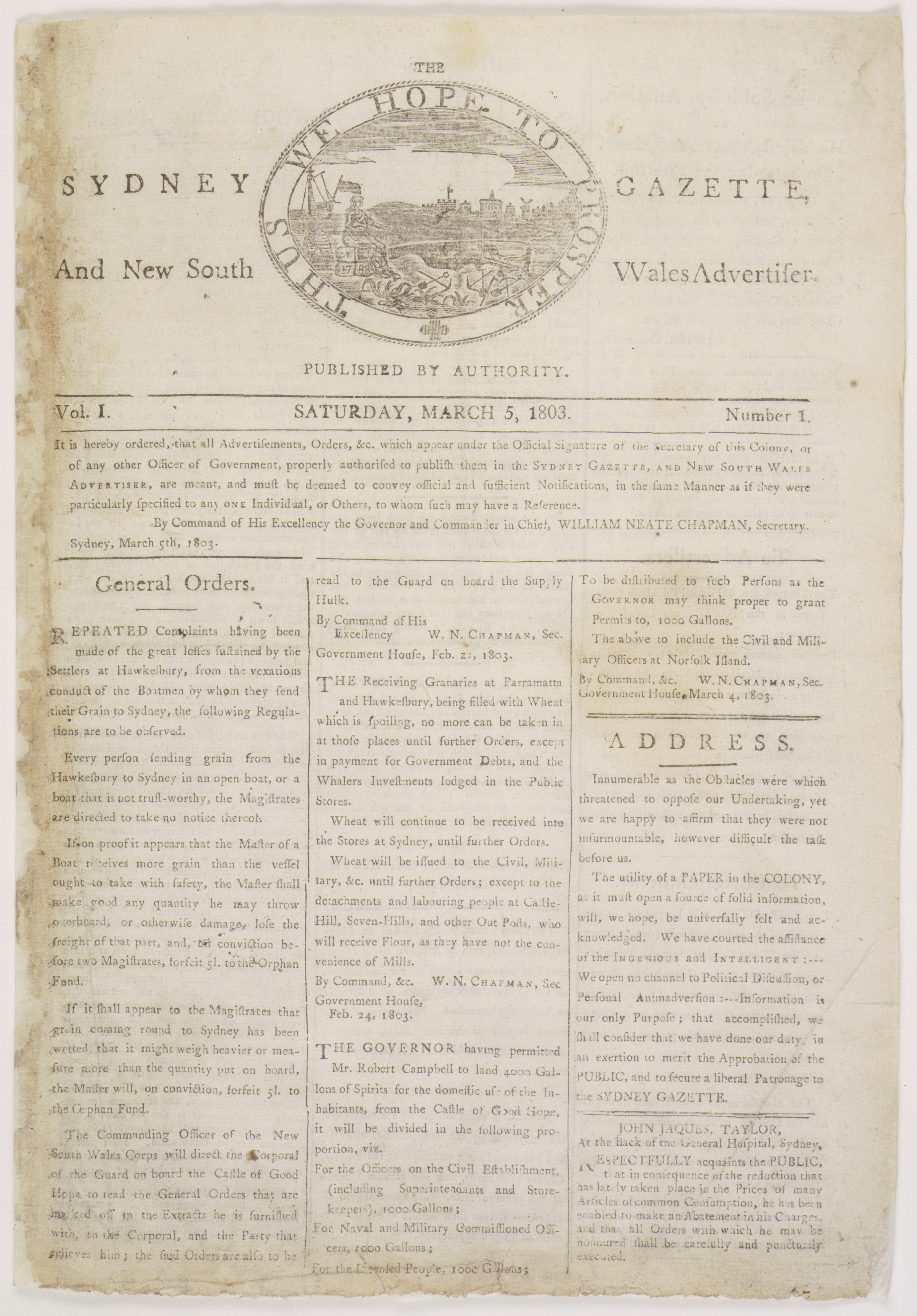
Primeiro número do The Sydney Gazette and New South Wales Advertiser, 5 de março de 1803.

The Sydney Gazette and New South Wales Advertiser foi o primeiro jornal impresso na Austrália, tendo sido publicado pela primeira vez em 5 de março de 1803. O jornal foi editado até 20 de outubro de 1842.  Tratava-se de uma publicação oficial do governo de Nova Gales do Sul, autorizada pelo governador Philip Gidley King e impressa por George Howe. A 14 de outubro de 1824, sob a direção de Robert Howe, o jornal deixou de ser censurado pelo governo colonial.